# Skien IK
Der Skien IK ist ein 1965 gegründeter norwegischer Eishockeyklub aus Skien. Die Herrenmannschaft spielt in der viertklassigen 3. divisjon und trägt ihre Heimspiele in der Skien Ishall aus.

## Geschichte
Der Verein wurde 1965 gegründet. Zwischen 2012 und 2014 nahm die Herrenmannschaft des Skien IK an der zweiten norwegischen Spielklasse, der 1. divisjon, teil. Zuvor hatte die Mannschaft maximal in der viertklassigen 3. divisjon gespielt, in die sie 2014 auch wieder abstieg.